# Nalle Hukkataival
Nalle Hukkataival (ur. 8 września 1986, w Helsinkach) – fiński wspinacz sportowy. Specjalizował się boulderingu oraz we wspinaczce łącznej. Wicemistrz Europy we wspinaczce sportowej w konkurencji boulderingu w 2007.

## Kariera sportowa
Na mistrzostwach Europy w 2007 w angielskim Birmingham zdobył srebrny medal we wspinaczce sportowej w konkurencji boulderingu, w finale przegrał z Austriakiem Davidem Lamą.
Wielokrotny uczestnik, medalista festiwalu wspinaczkowego Rock Master, który corocznie odbywa się na słynnych ścianach wspinaczkowych w Arco, gdzie był zapraszany przez organizatora zawodów. W 2006 na tych zawodach wspinaczkowych zdobył złoty medal w konkurencji boulderingu.

## Osiągnięcia

### Mistrzostwa świata
| Konkurencje | 2005 | 2007 | 2011 |
| Bouldering  | 5    | 19   | 37   |

### Mistrzostwa Europy
| Konkurencje | 2004 | 2007 | 2008 |
| Bouldering  | 29   | 2    | 23   |

### Rock Master
| Konkurencje | 2005 | 2006 | 2007 | 2008 |
| Bouldering  | 3    | 1    | 2    | 3    |